# Andresote
Andresote est un esclave ayant appartenu jusqu'en 1730 à un planteur portugais qui organisa un soulèvement contre l'Empire espagnol. Métis né de parents noirs et amérindiens, Andresote réunit dans la région de Tucacas (Venezuela) des petits paysans blancs, des Amérindiens et des Noirs, le long la vallée de la rivière Yaracuy pour organiser une contrebande avec les navires hollandais. Dans les années 1730, les négociants juifs hollandais soutinrent financièrement la révolte, qui confortait leurs intérêts commerciaux, après la perte de Tucacas en 1717.
Les Hollandais possédaient des comptoirs qu'ils avaient fondés en profitant de la tolérance des autorités locales espagnoles. Accoutumés depuis longtemps à exploiter la contrée, ils fomentaient des révoltes parmi les indigènes. 
Le 26 janvier, à la tête des contrebandiers, Andresote a défait un corps expéditionnaire de 250 soldats espagnols menés par Sebastián García de la Torre, qui avait reçu le soutien des corsaires basques de la Compagnie Royale Guipuscoane, venus de Saint-Sébastien. Près de 150 Noirs qui étaient enrôlés dans l'armée espagnole changèrent de camp et seuls 44 Blancs espagnols survécurent. L'armée espagnole revint en janvier 1733 avec cette fois près de 1 500 hommes, et les insurgés durent se réfugier dans les collines. Andresote réussit à prendre la fuite en direction de Curaçao ; plusieurs de ses compagnons noirs furent exécutés mais les planteurs blancs qui les avaient soutenus ne furent pas inquiétés.